# 李允登
李允登（1623年12月27日—？年），字嶽齋，四川省南部縣人，順治十四年丁酉科四川鄉試第五十八名，治易經，順治十六年己亥科會試第二百七十二名，都察院觀政，知曲周縣